# Слуцкий краеведческий музей
Слуцкий краеведческий музей (бел. Слуцкі краязнаўчы музей) — музей в городе Слуцке Минской области Белоруссии, который посвящён истории и культуры Слуцка и Слуцкого района. Расположен почти в центре города по адресу: ул. Ленина, 171. Музей организует около 40 стационарных и передвижных выставок и более 700 экскурсий в год.

## История
Слуцкий краеведческий музей основан в сентябре 1952 года, а открыт 7 ноября того же года. 
Однако до появления этого музея с 1921 года по 1936-1938 годы в городе действовал Слуцкий районный краеведческий музей. В 1925 г. часть ценных экспонатов, которые представляли общегосударственное значение забрал в свои фонды Минский государственный музей. Это портреты слуцких князей Олельковичей, рукописное евангелие XVI в., епитрахиль и посох XVI в., серебряная риза XVI в., рисунки известного художника Катарбинского. 400 книг храмовой библиотеки слуцкого кальвинистского сбора были переданы в музей. Ценные книги были переданы в Национальную библиотеку. Размещался музей в Доме культуры.  К концу 1928 года в музее насчитывалось 1766 экспонатов. Среди них была Брестская библия, изданная Николаем Радзивиллом в XVII веке. В библиотеке музея было 260 изданий разных стран с 1605 года и до конца XVIII века, 67 рукописных книг и 48 разных документов XVII-XIX веков.

## Здание
С 1952 года и по сегодняшний день Слуцкий краеведческий музей расположен в здании бывшего дворянского собрания, построенного в конце XVIII — начале XIX веков. Здание включено в Государственный список историко-культурных ценностей Республики Беларусь как объект историко-культурного наследия республиканского значения.

## Фонды и экспозиции
Согласно данным Национального статистического комитета Республики Беларусь, Слуцкий краеведческий музей имеет в наличии 32,2 тыс. музейных предметов основного фонда. В 2016 году его посетили 13,6 тыс. человек.
Основное здание имеет 6 экспозиционных залов общей площадью 280 м². Сотрудниками музея были собраны такие коллекции, как «Археология», «Бонистика», «Вексиллология», «Декоративно-прикладное искусство», «Документы», «Живопись», «Графика», «Плакаты», «Листовки, буклеты», «Нумизматика», «Одежда», «Книги, брошюры», «Скульптура», «Стекло, фарфор», «Фалеристика», «Филателия», «Филокартия», «Этнография» и др.
Среди материалов документы о белорусских этнографах и фольклористах А. К. Сержпутовском, З. Я. Доленге-Ходаковском, Отечественной войне 1812 года, восстании 1863—1864 годов, революционном движении в конце XIX — начале XX века, Октябрьской революции, Гражданской и Великой Отечественной войне.
В 2013 году на средства, собранные путём благотворительных пожертвований, был приобретён слуцкий пояс.

Коллекционные изделия Минского фарфорового завода
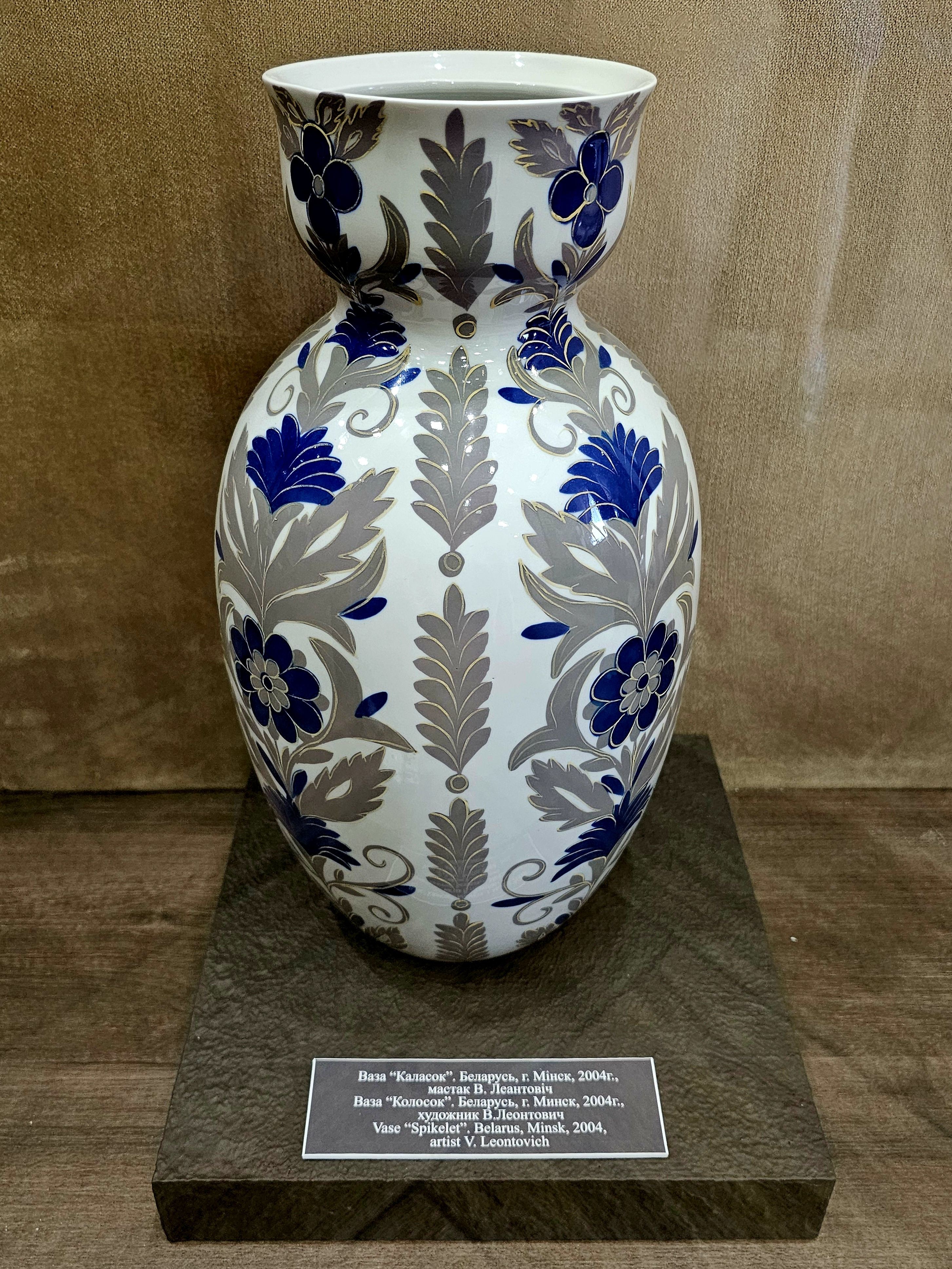
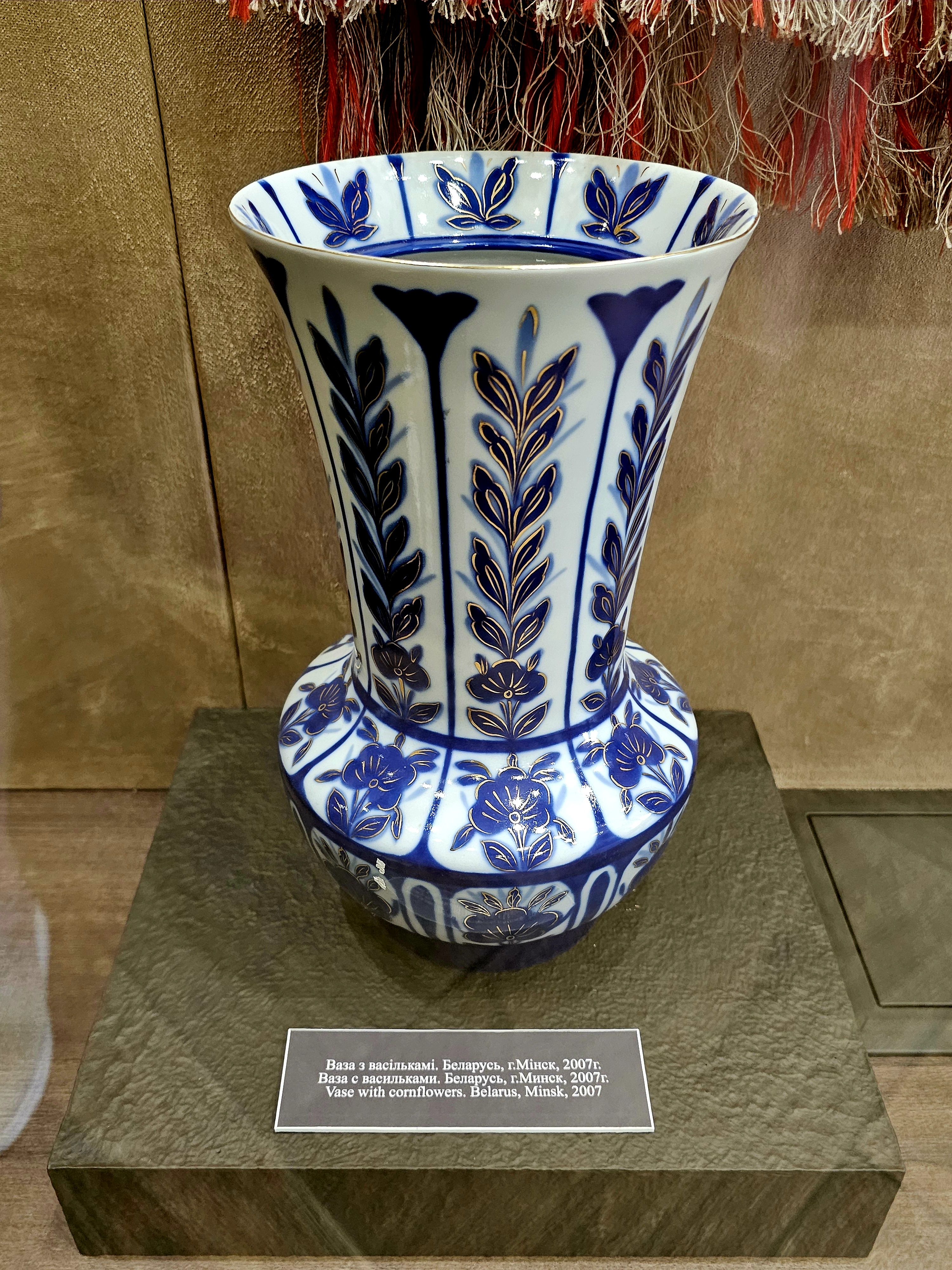
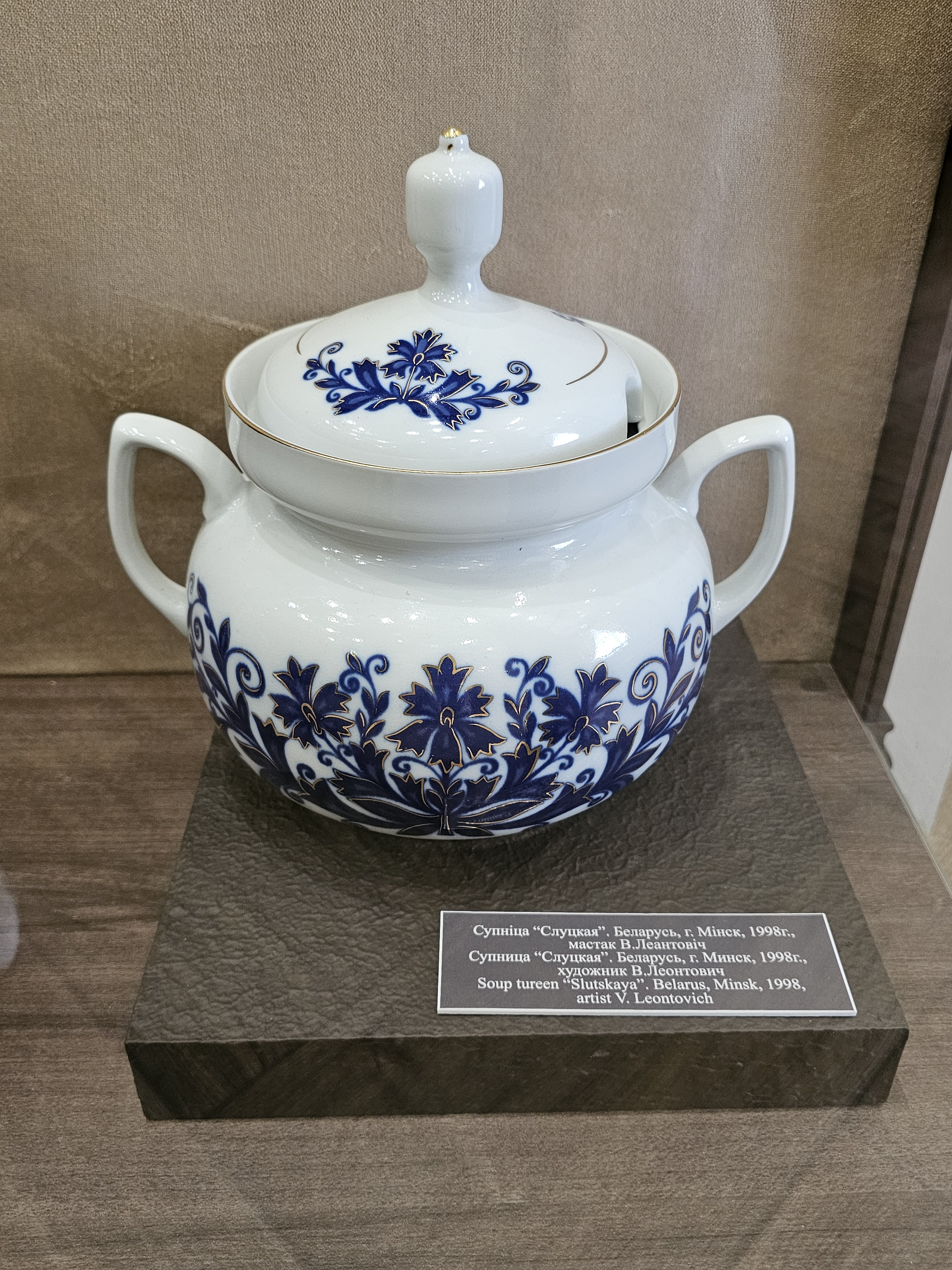
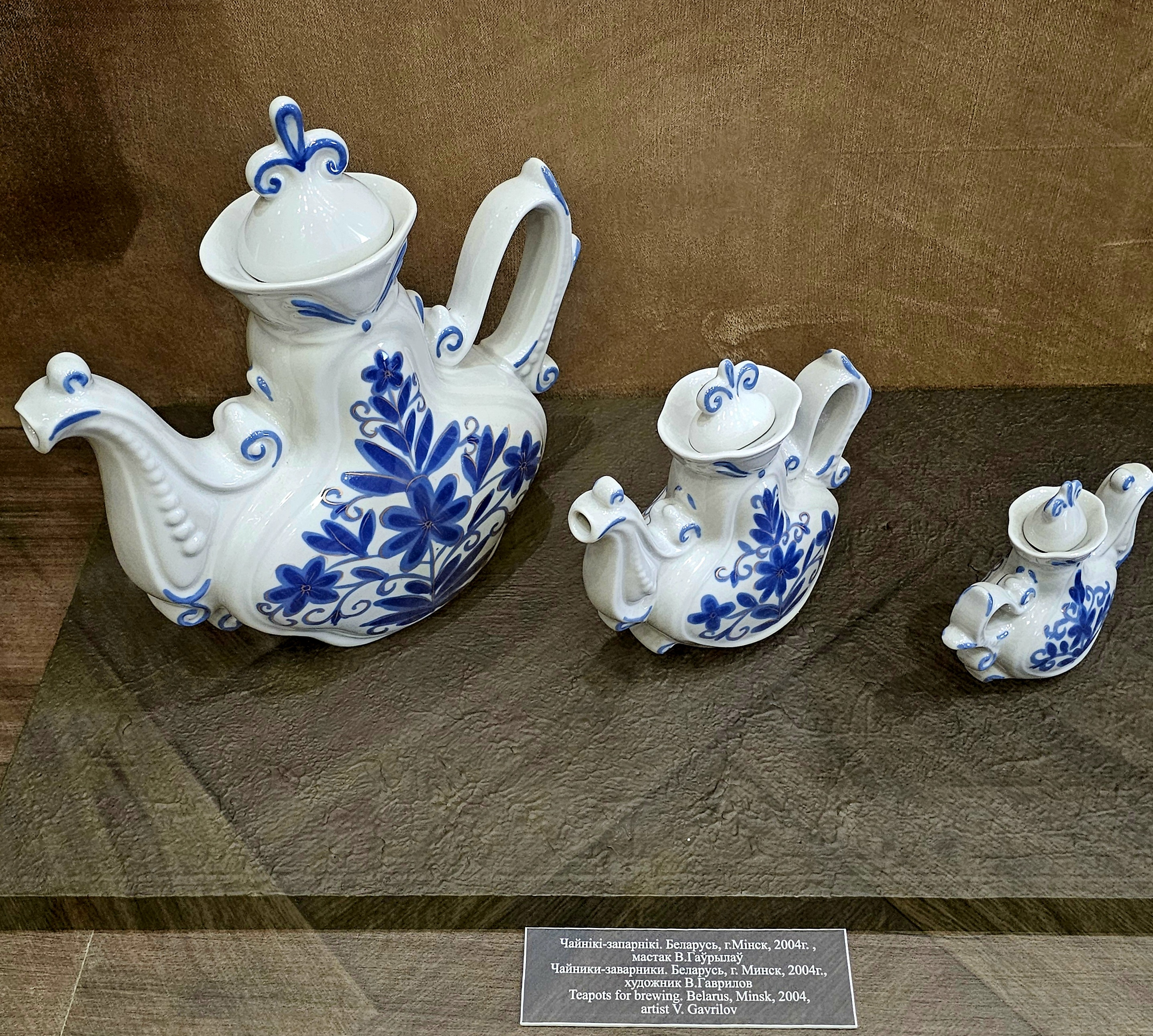

## Филиалы
Музей имеет два филиала в Слуцке: музей этнографии и галерею искусств. Основной тематикой музея этнографии (ул. Ленина, 153) являются быт и занятия крестьян Слуцкого уезда в XIX — начале XX века.

Экспонаты Слуцкого музея этнографии
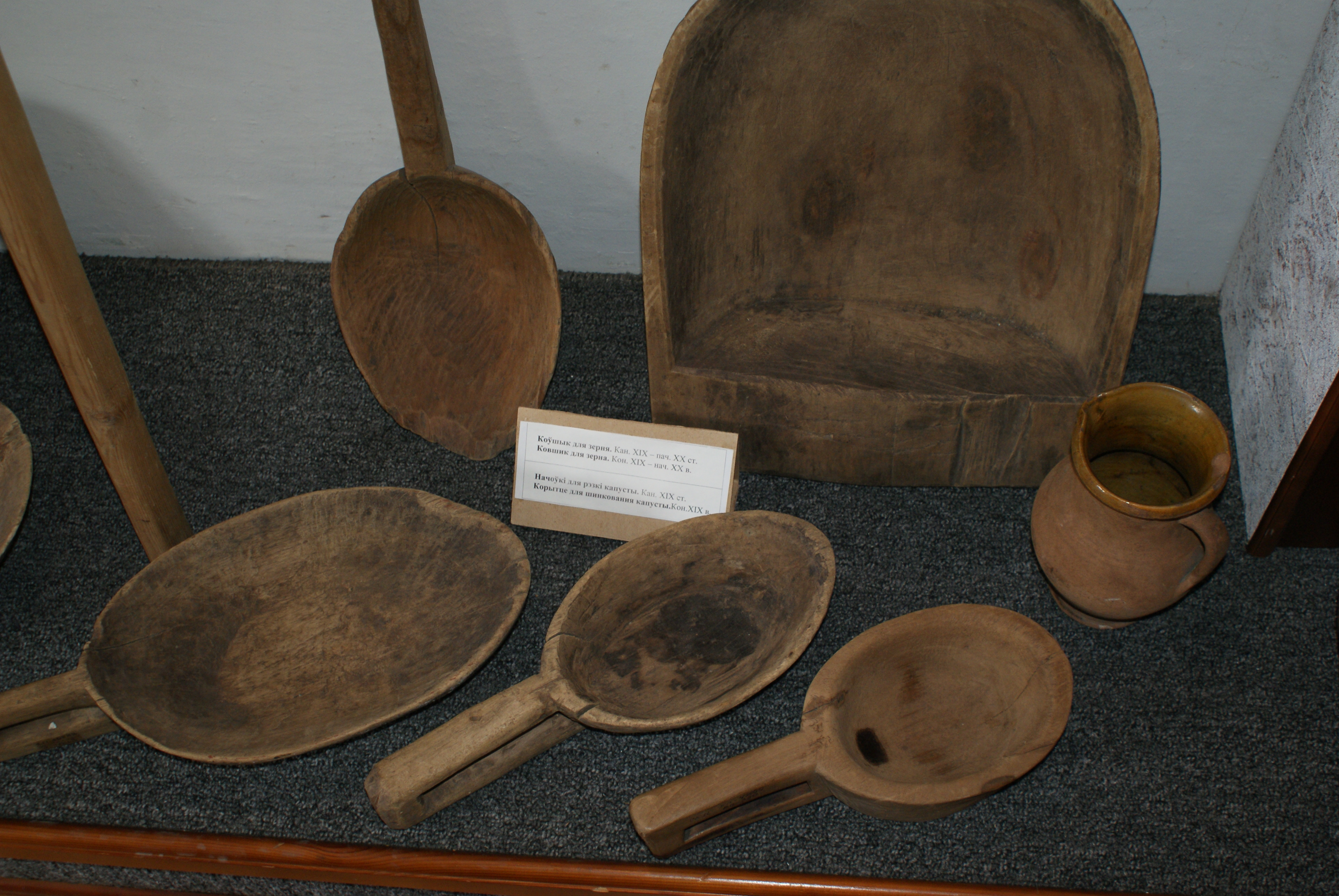
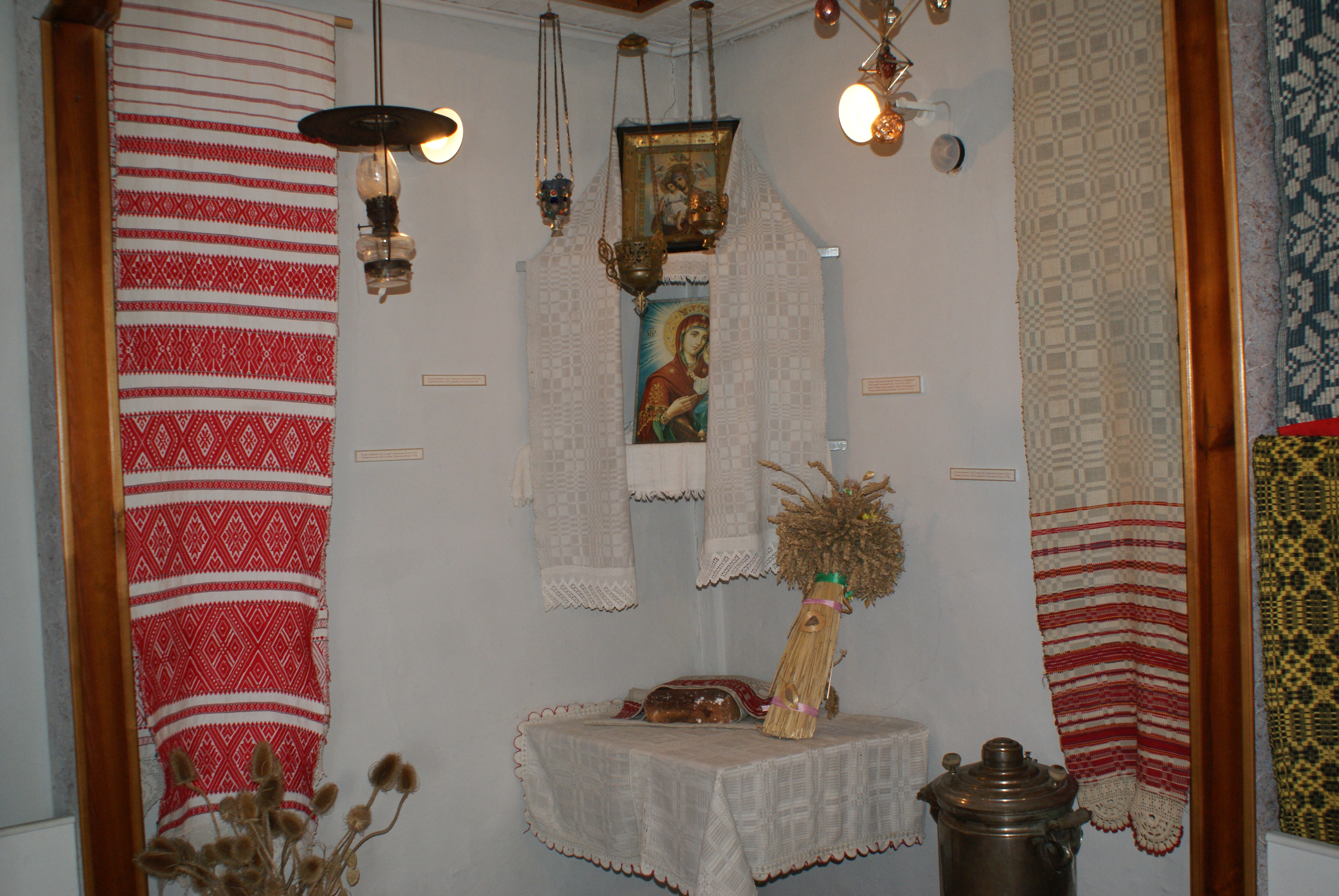
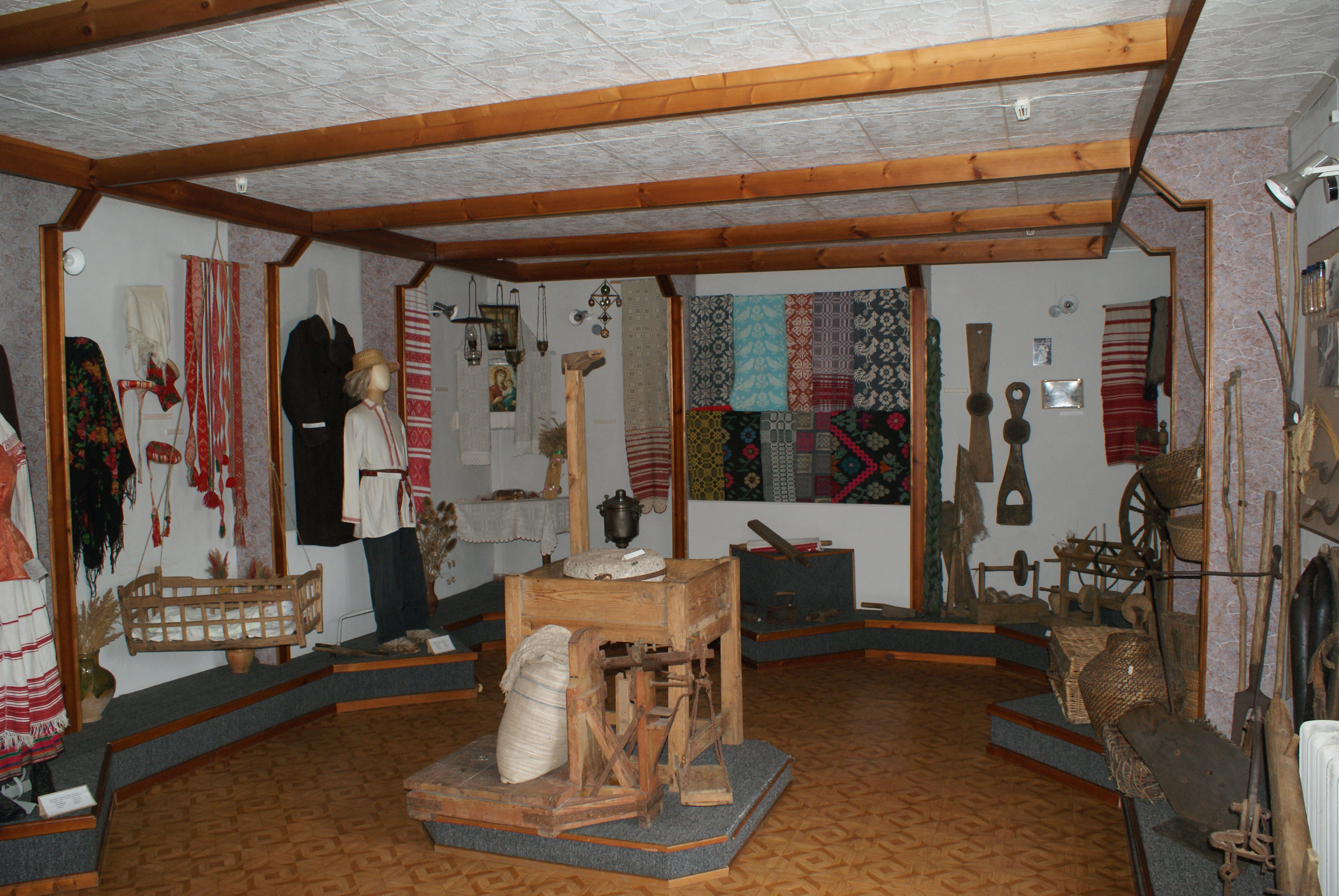
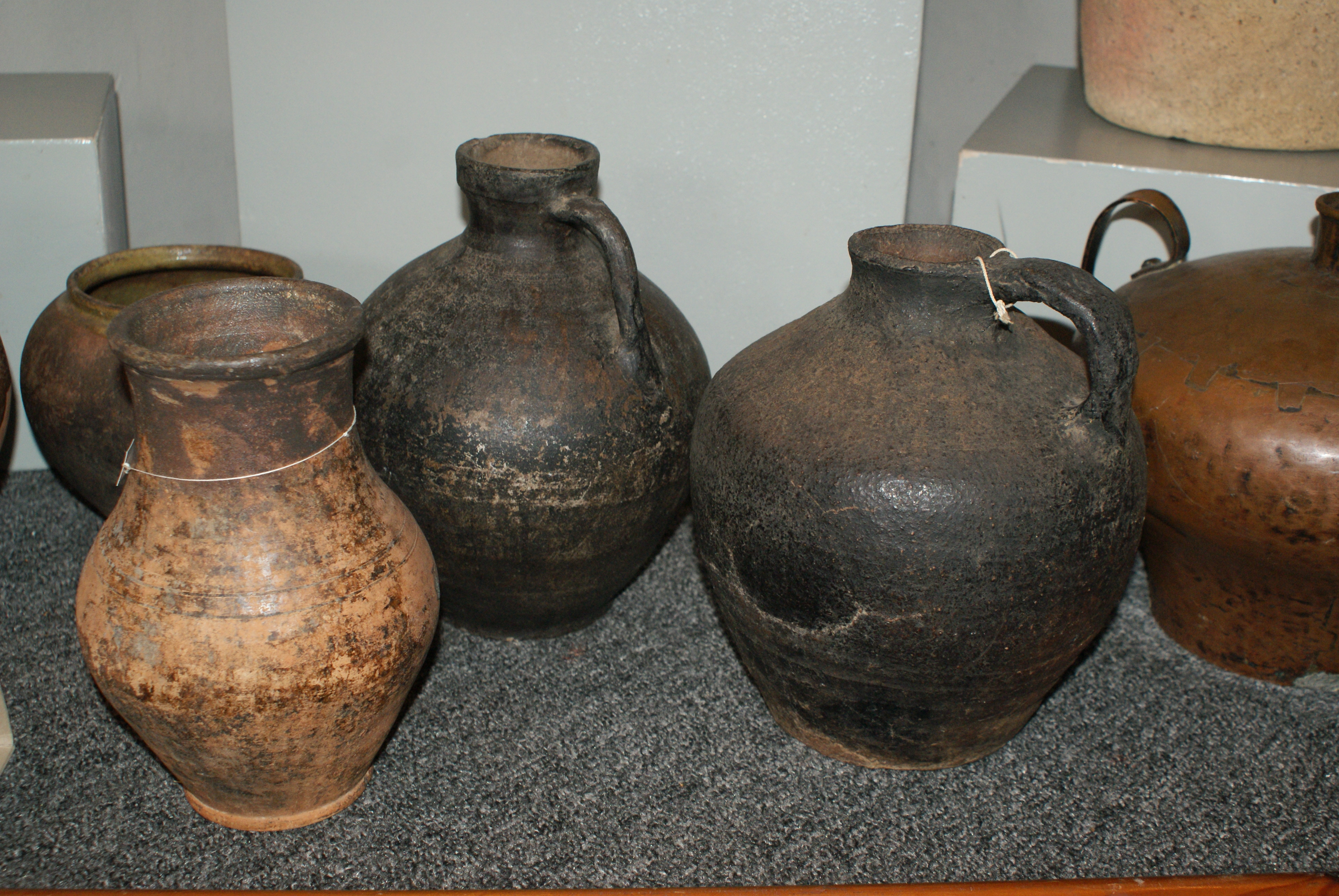

В галерее искусств, расположенной по адресу ул. Копыльская, 2, проводятся выставки живописи и графики современных белорусских и зарубежных художников.

Интерьер галереи искусств в Слуцке
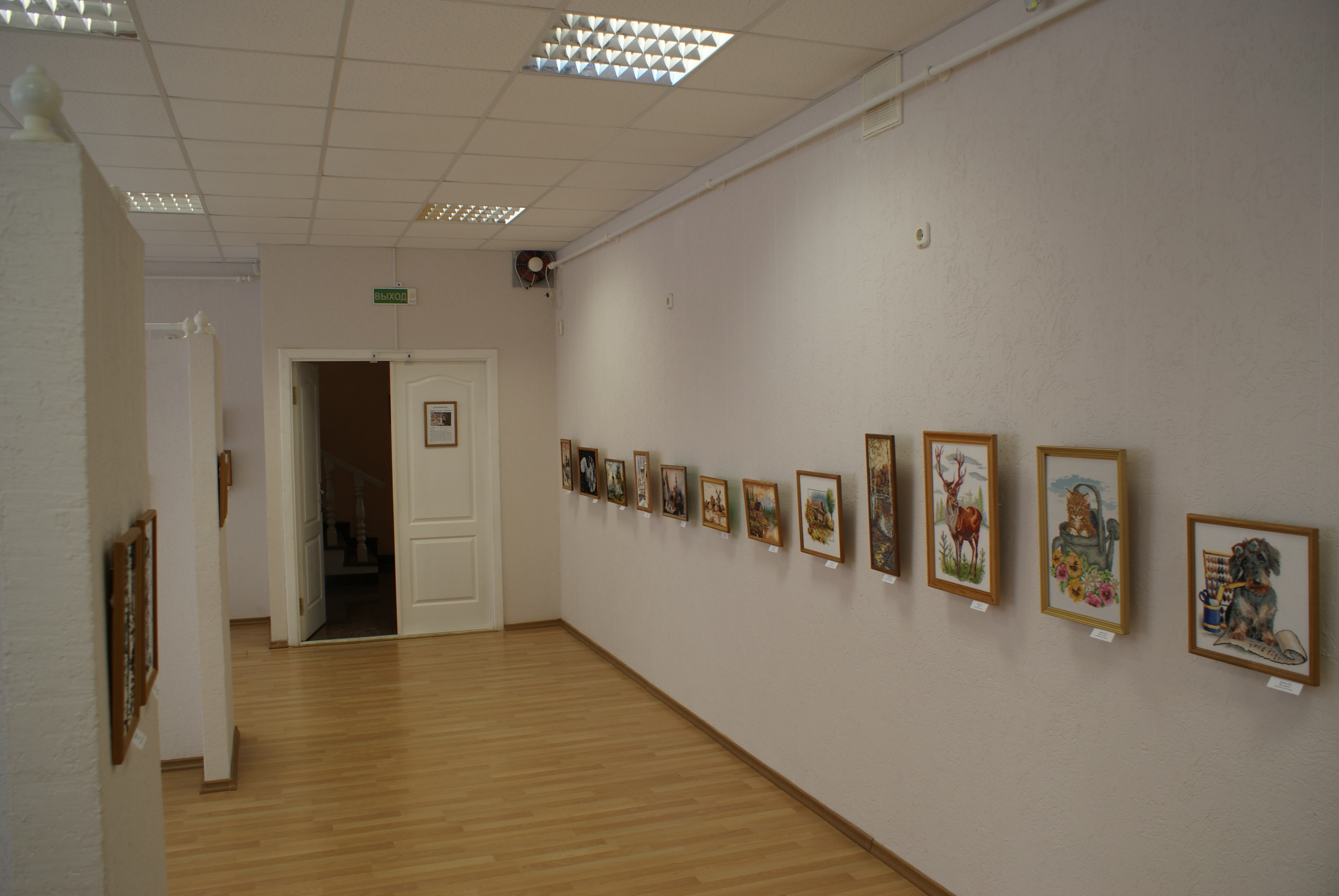
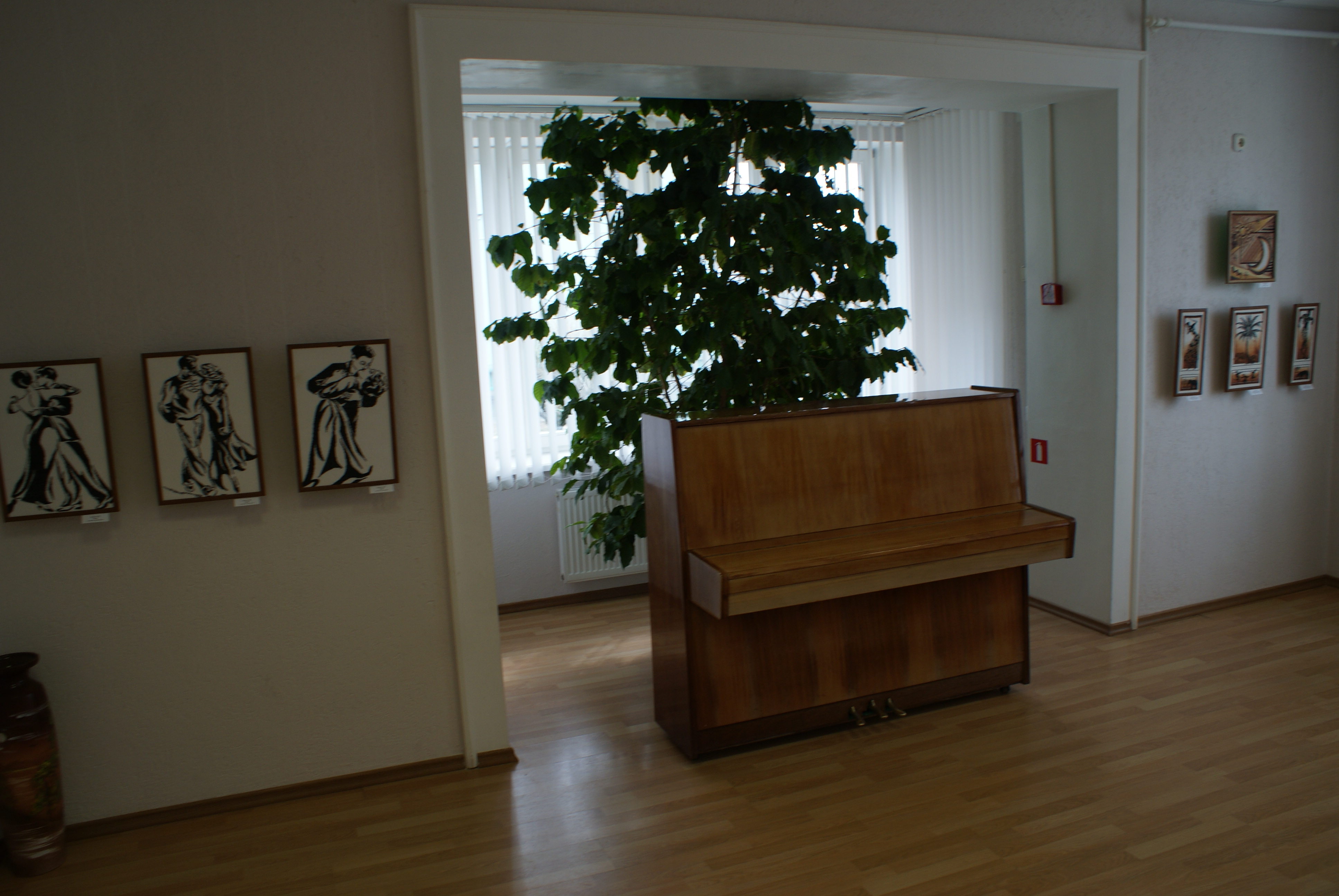
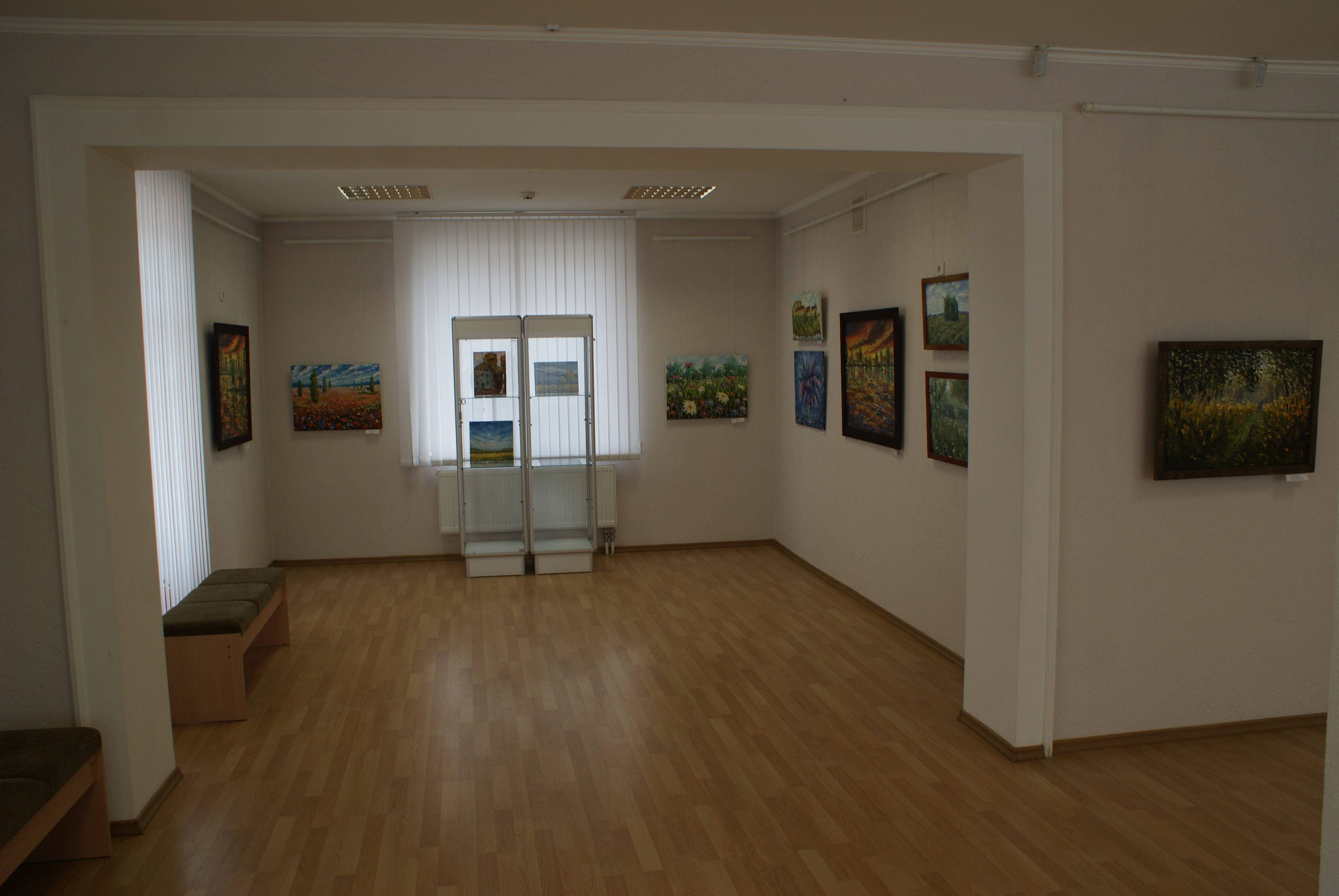
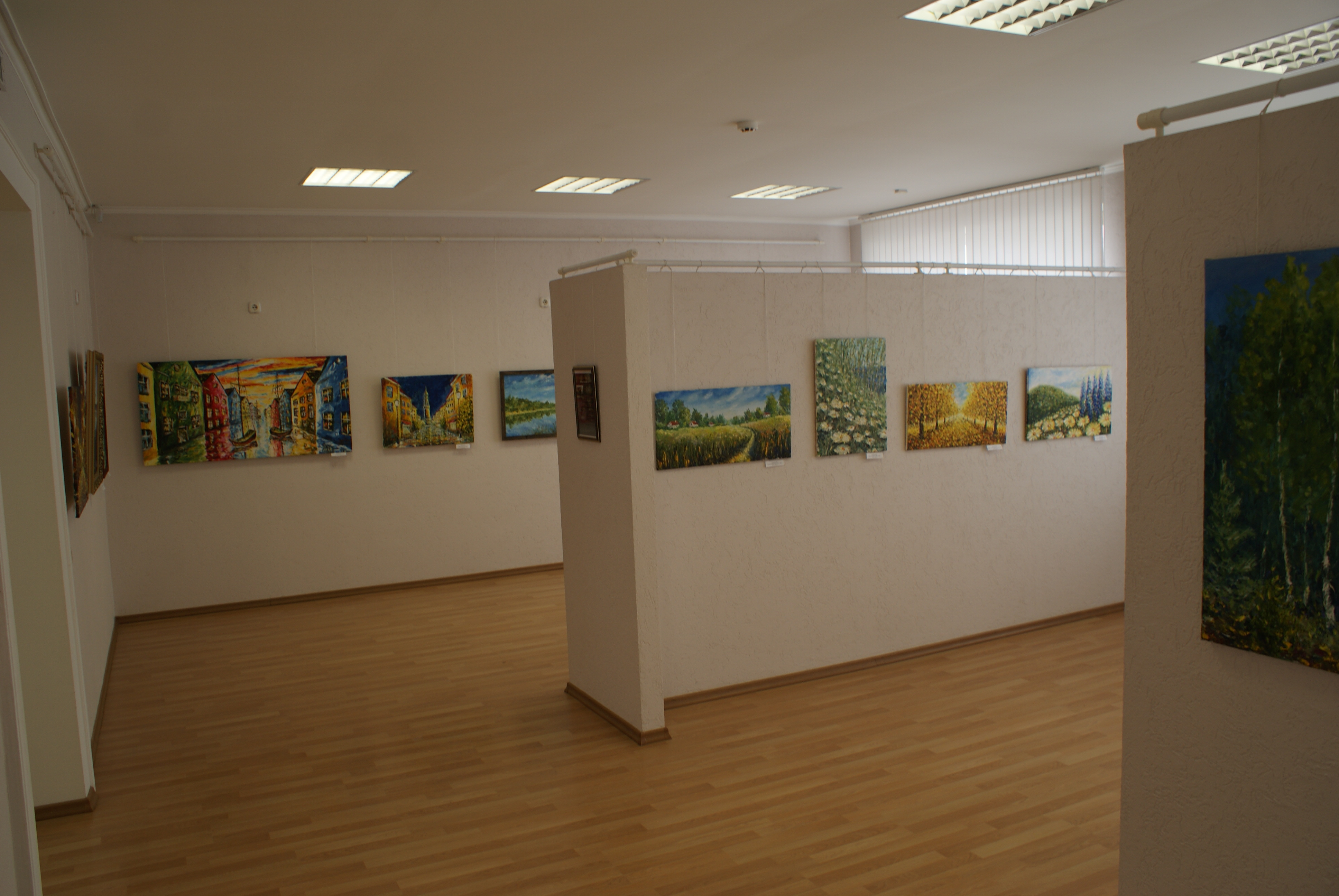